# Francisco Lloret Jerez
Francisco Lloret Jerez (València, 1960), més conegut com a Paco Lloret, és un periodista esportiu valencià conegut per la seva llarga trajectòria en el seguiment del futbol, especialment del València CF.
Al llarg de la seva carrera, ha treballat en diversos mitjans de comunicació, tant escrits com audiovisuals, fet que li ha permès consolidar-se com una figura destacada en la premsa esportiva de la Comunitat Valenciana i arreu d'Espanya. En destaquen Nou Ràdio i València Actualitat, on va ser una de les veus més reconegudes durant molts anys.
A Nou Ràdio, Lloret es va centrar en la cobertura d'esdeveniments esportius, especialment en tot el que envoltava el València Club de Futbol i l'esport valencià en general. Durant la seva trajectòria en aquest mitjà, Lloret va fer una tasca destacada en narracions i anàlisis objectives, on es caracteritzava per la seva professionalitat i profund coneixement dels equips i esportistes de la regió.
Després del tancament de Nou Ràdio, Lloret va continuar la seva trajectòria en altres mitjans com Cadena COPE, on va mantenir la seva especialització en futbol i altres esports. Allà, Lloret va formar part de programes de debat esportiu i va col·laborar en anàlisis postpartit.